# Angolanische Fußballnationalmannschaft der Frauen
Die angolanische Fußballnationalmannschaft der Frauen repräsentiert Angola im internationalen Frauenfußball. Die Nationalmannschaft ist dem angolanischen Fußballverband unterstellt und wird von Andre Nzuzi trainiert. Die angolanische Auswahl nahm bisher zweimal an der Afrikameisterschaft teil, wo sie 2002 nach der Vorrunde gegen Kamerun und 1995 im Halbfinale gegen Südafrika ausschied. Für eine Weltmeisterschaft bzw. die Olympischen Spiele konnten sie sich bisher nicht qualifizieren. Zuletzt scheiterte die Mannschaft nach einem 2:2 im Heimspiel und einem 0:0 im Auswärtsspiel gegen Namibia in der Qualifikation für die Olympischen Spiele in London 2012.

## Turnierbilanz

### Weltmeisterschaft
| - 1991: nicht teilgenommen (1. Spiel erst 1995) - 1995: nicht qualifiziert - 1999: nicht teilgenommen - 2003: nicht qualifiziert - 2007: nicht qualifiziert | - 2011: nicht qualifiziert - 2015: nicht teilgenommen - 2019: nicht gemeldet - 2023: nicht qualifiziert |

### Afrikameisterschaft
| - 1991: nicht teilgenommen (1. Spiel erst 1995) - 1995: Halbfinale - 1998: nicht teilgenommen - 2000: nicht teilgenommen - 2002: Vorrunde - 2004: nicht teilgenommen - 2006: nicht qualifiziert | - 2008: nicht teilgenommen - 2010: nicht qualifiziert - 2012: nicht teilgenommen - 2014: nicht teilgenommen - 2016: nicht teilgenommen - 2018: nicht gemeldet - 2022: nicht qualifiziert |

### Olympische Spiele
| - 1996: nicht teilgenommen/qualifiziert ? - 2000: nicht teilgenommen/qualifiziert ? - 2004: nicht teilgenommen/qualifiziert ? - 2008: nicht teilgenommen/qualifiziert ? | - 2012: nicht qualifiziert - 2016: nicht teilgenommen - 2020: nach Meldung vor Beginn der Qualifikation zurückgezogen - 2024: nicht gemeldet |

### COSAFA Women’s Championship
- 2002: nicht teilgenommen
- 2006: Vorrunde
- 2008: Zweiter (zwei Teilnehmer)
- 2011: nicht teilgenommen
- 2017: nicht teilgenommen
- 2018: nicht teilgenommen
- 2019: Vorrunde
- 2020: Vorrunde
- 2021: Vorrunde
- 2022: Vorrunde
- 2023: Vorrunde